# Ga metro

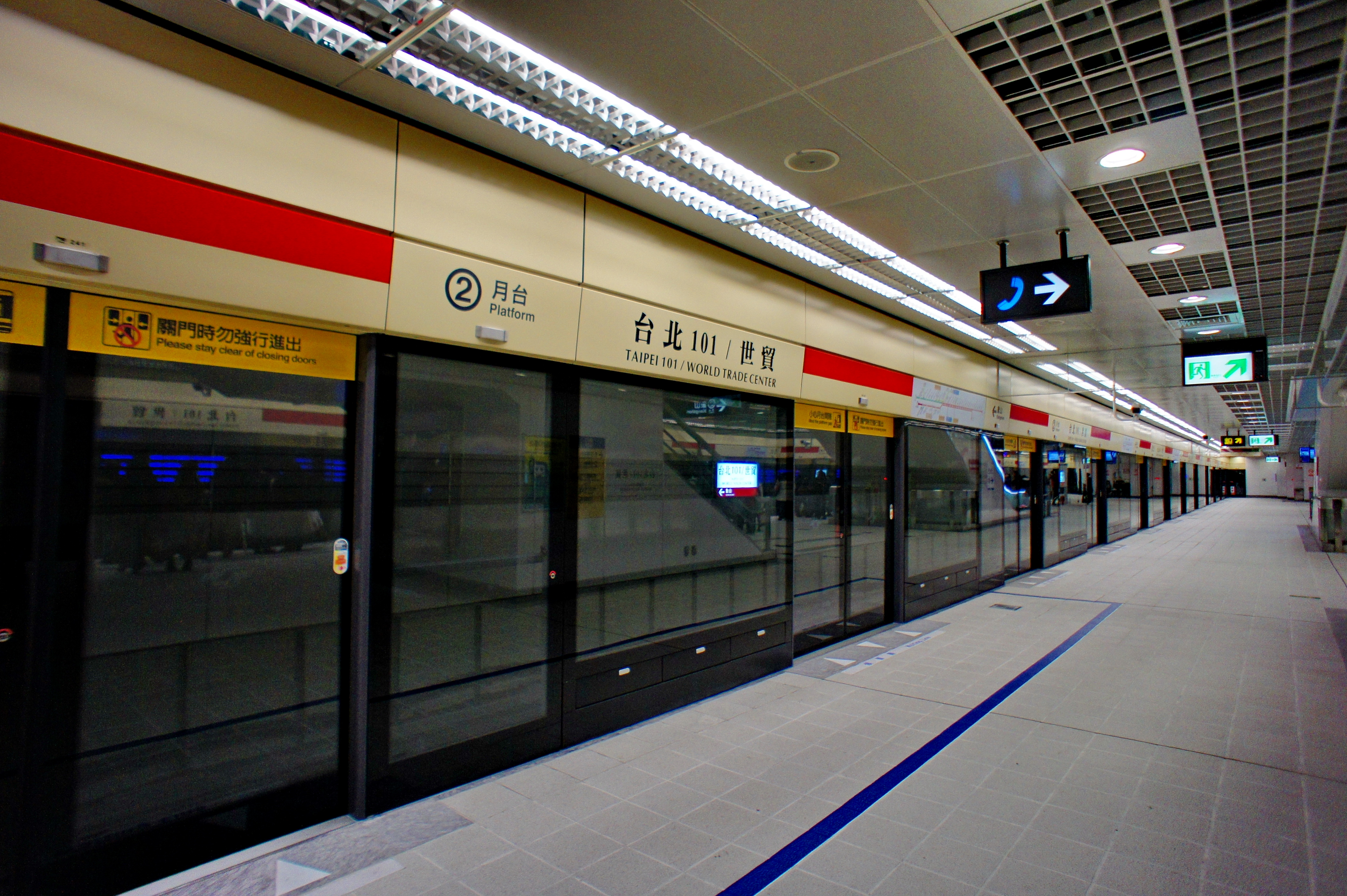
Ga Đài Bắc 101–Trung tâm Thương mại Thế giới, Đường sắt đô thị Đài Bắc

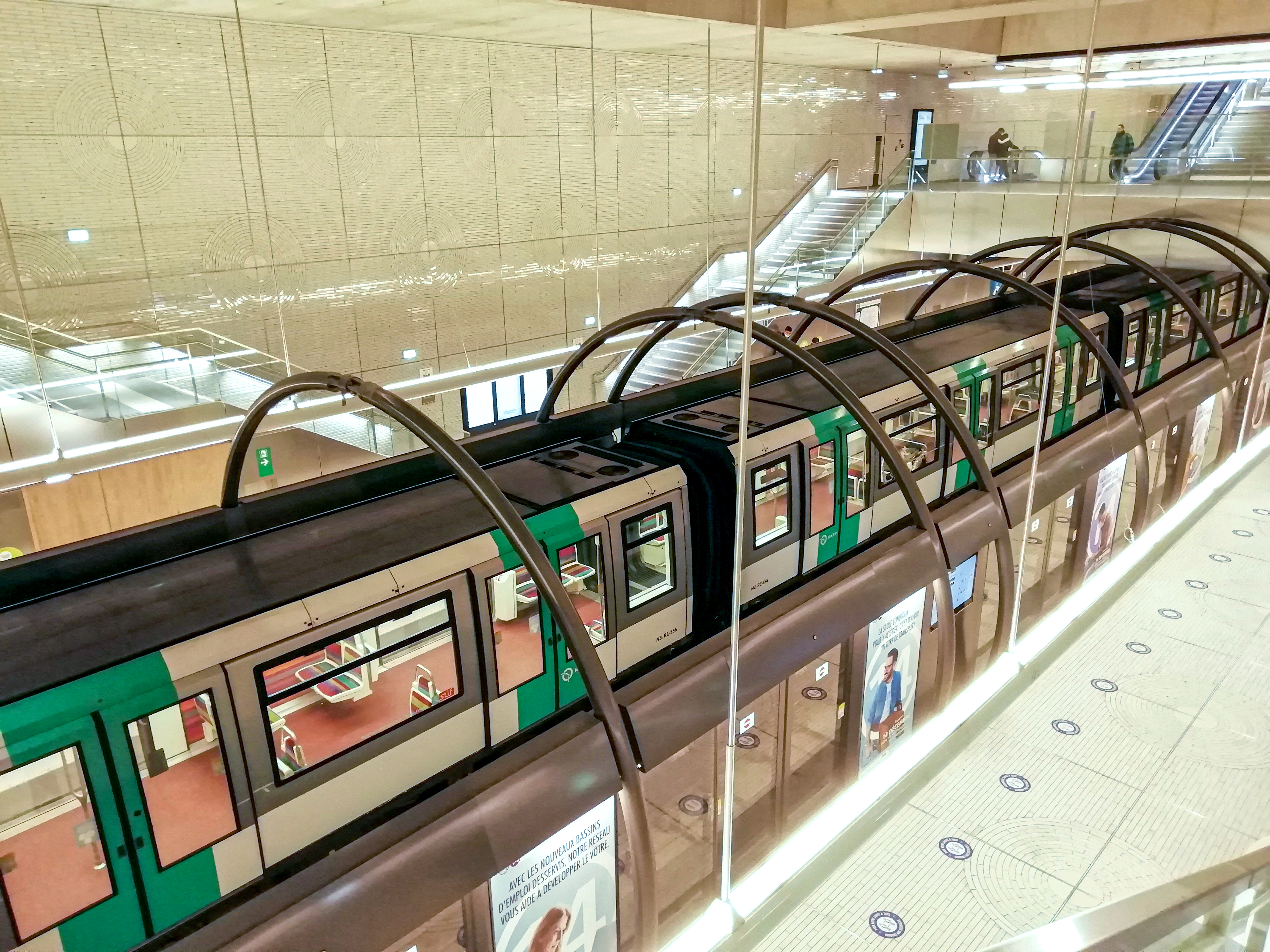
Tất cả nhà ga trên Tuyến 14 của Métro Paris đều được trang bị cửa chắn sân ga tự động.

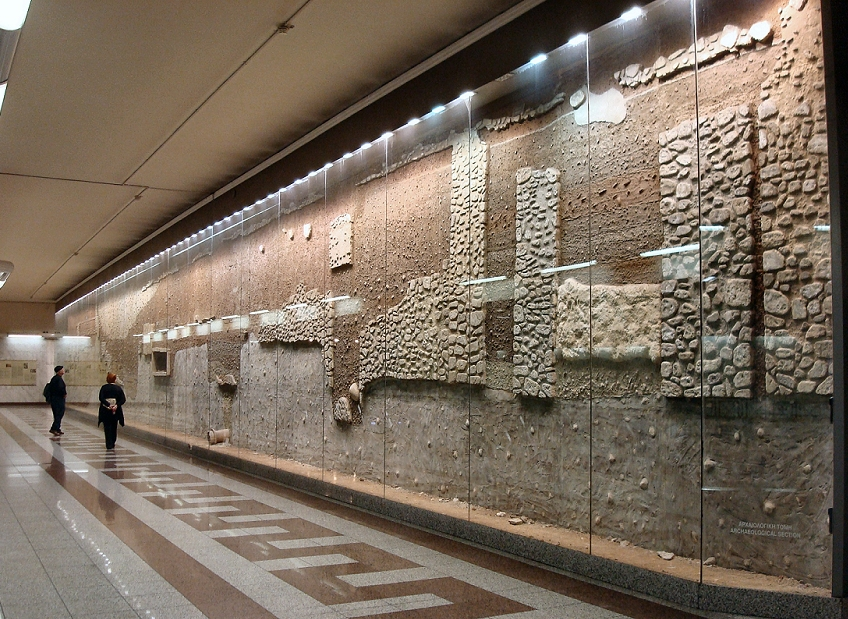
Khu trưng bày các di chỉ khảo cổ được phát hiện trong quá trình xây dựng hệ thống Athens Metro

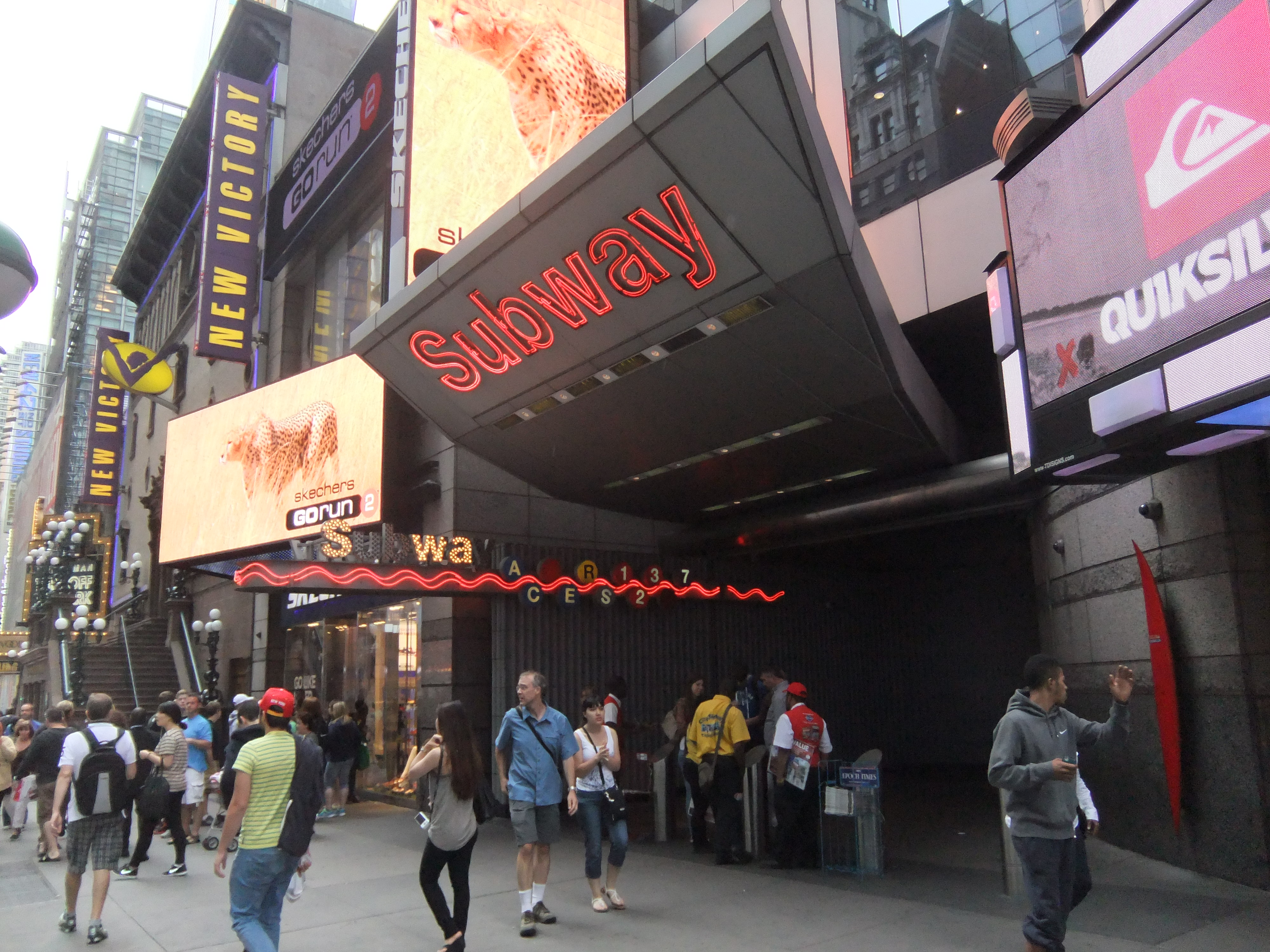
Lối vào Ga Quảng trường Thời đại–Phố 42 tại Manhattan, Thành phố New York

Ga metro hay ga tàu điện ngầm là ga đường sắt của một hệ thống metro/tàu điện ngầm. Nhà ga cung cấp các phương thức cho hành khách mua vé, lên xuống tàu, và sơ tán khỏi hệ thống trong trường hợp khẩn cấp.

## Vị trí
Vị trí của một nhà ga metro được quy hoạch cẩn thận để cung cấp cho hành khách cách tiếp cận dễ dàng tới các công trình đô thị quan trọng như đường xá, trung tâm thương mại, tòa nhà lớn và các điểm trung chuyển vận tải công cộng khác.
Hầu hết nhà ga metro nằm dưới ngầm với các lối ra/vào dẫn hành khách lên khu vực mặt đất hoặc đường phố. Phần lớn nhà ga thường được đặt bên dưới phần đất dành cho các con đường lớn hoặc công viên công cộng. Việc đặt nhà ga dưới lòng đất giúp làm giảm diện tích bên ngoài bị chiếm dụng, cho phép các phương tiện và người đi bộ tiếp tục sử dụng khu vực mặt đất như trước khi xây dựng ga. Điều này đặc biệt quan trọng trong trường hợp nhà ga phục vụ các khu vực đô thị có mật độ cao, nơi mà không gian mặt đất đã được tận dụng dày đặc.
Trong những trường hợp khác, nhà ga có thể được đặt trên cao phía trên một con đường, hoặc nằm trên mặt đất tùy vào độ cao của đường ray. Ảnh hưởng vật lý, thị giác và kinh tế của nhà ga và hoạt động của nó sẽ lớn hơn. Các nhà quy hoạch sẽ thường đặt các tuyến metro hoặc một phần của tuyến metro đi trên cao hoặc trên mặt đất ở những nơi có mật độ thấp hơn, giúp mở rộng hệ thống với chi phí thấp hơn. Metro được sử dụng nhiều nhất ở các thành phố có dân số lớn. Ngoài ra, một hành lang đường sắt đi trên mặt đất có sẵn cũng có thể được tái sử dụng cho mục đích vận hành hệ thống metro.

## Cơ sở vật chất

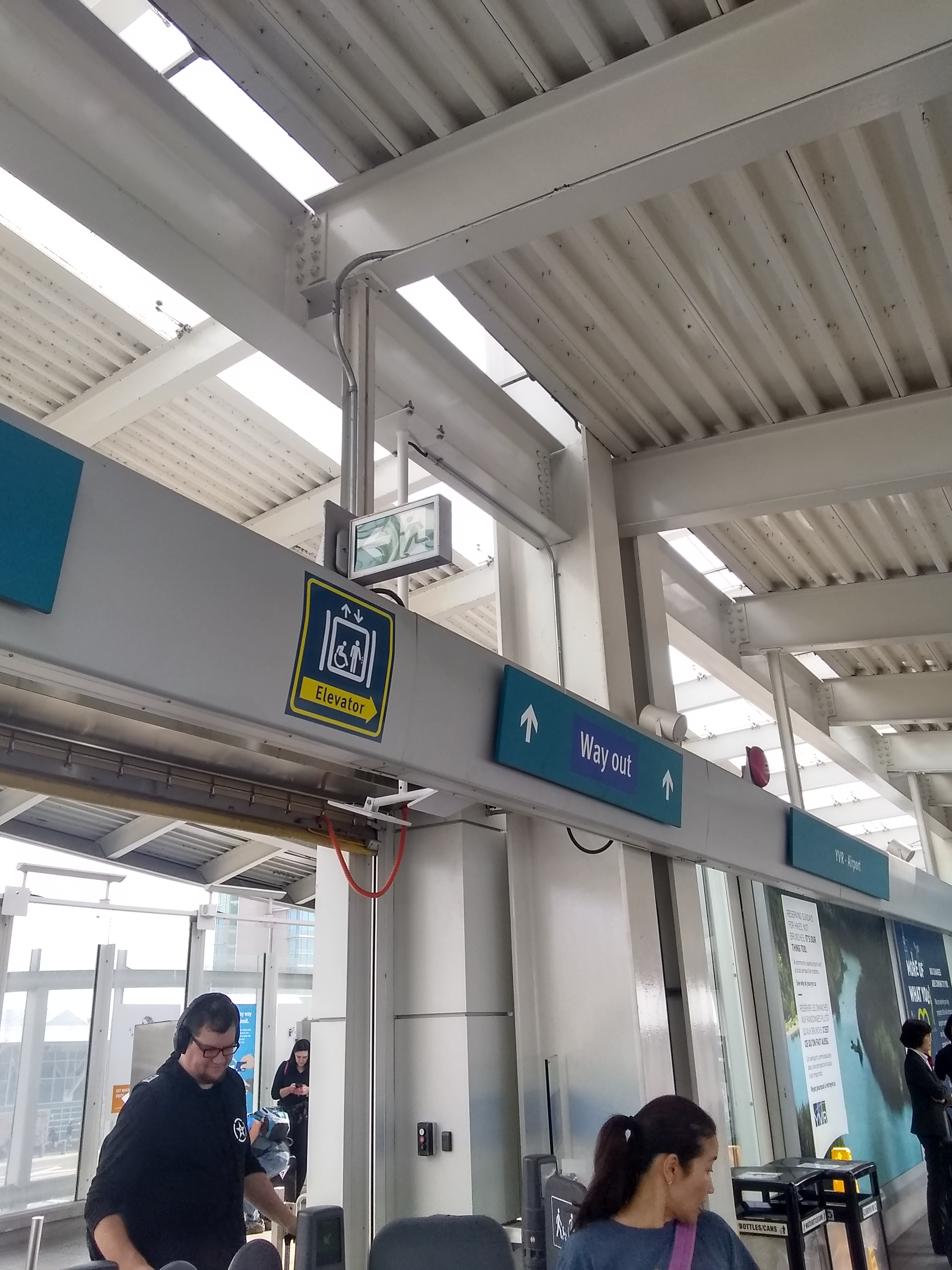
Biển báo hiệu chỉ dẫn hành khách tới lối ra của một nhà ga trên Tuyến Canada tại Vancouver. Các biển hiệu này được biểu thị bằng cả biểu tượng 'người chạy' và dòng chữ văn bản 'Way Out'.

Trên mặt đất, các lối ra/vào của nhà ga được chỉ dẫn bằng biểu tượng của công ty vận hành hệ thống metro. Thông thường, các biển hiệu sẽ ghi tên nhà ga, đồng thời mô tả cơ sở vật chất của ga và hệ thống mà nó phục vụ. Một nhà ga thường có nhiều lối vào giúp người đi bộ không phải qua đường để tiếp cận và làm giảm tình trạng đông đúc.
Ga metro thường cung cấp các hệ thống bán vé và soát vé. Nhà ga được chia làm hai khu vực: khu vực cho hành khách chưa mua vé kết nối với đường phố, và khu vực cho hành khách đã mua vé kết nối với các sân ga. Cổng soát vé cho phép hành khách đã có vé hợp lệ di chuyển qua lại giữa hai khu vực trên. Cổng soát vé có thể được vận hành thủ công bởi nhân viên, hoặc vận hành tự động thông qua các cổng xoay hoặc cổng đóng/mở tự động khi hành khách trình vé tàu hợp lệ. Một số hệ thống metro không sử dụng mô hình phân chia khu vực như trên mà thực hiện soát vé thủ công thông qua nhân viên làm việc bên trong toa tàu.
Hành khách từ mặt đất có thể tiếp cận tới khu vực bán vé và sân ga thông qua cầu thang, sảnh chờ nhà ga, thang cuốn, thang máy hoặc đường hầm. Nhà ga sẽ được thiết kế để giảm thiểu tình trạng quá đông đúc và cải thiện dòng di chuyển của hành khách, đôi khi bằng cách giới hạn các lối đi chỉ theo một chiều. Rào chắn cố định hoặc tạm thời có thể được sử dụng để kiểm soát đám đông. Một số ga metro có lối đi kết nối trực tiếp tới các tòa nhà quan trọng xung quanh.
Hầu hết các quốc gia yêu cầu người khuyết tật phải có khả năng sử dụng nhà ga mà không cần người hỗ trợ. Vấn đề này có thể được giải quyết bằng các thang máy đi từ mặt đất tới khu vực bán vé, và sau đó đi từ khu vực bán vé tới sân ga. Ngoài ra, các yêu cầu khắt khe về trang thiết bị sử dụng trong tình huống khẩn cấp cũng sẽ được áp dụng, bao gồm việc lắp đặt và duy trì đèn chiếu sáng dự phòng, lối thoát hiểm khẩn cấp và hệ thống báo động. Các nhà ga là một phần quan trọng trong tuyến đường thoát hiểm của hành khách khỏi đoàn tàu khi gặp sự cố.
Nhà ga metro cũng có thể cung cấp các tiện ích bổ sung, ví dụ như nhà vệ sinh, quầy bán hàng và các dịch vụ an ninh.

## Ga trung chuyển
Một số nhà ga metro là các ga trung chuyển, cho phép hành khách chuyển đổi giữa các tuyến hoặc các hệ thống vận tải. Các sân ga có thể được đặt ở nhiều tầng khác nhau. Ga trung chuyển xử lý lượng hành khách nhiều hơn các nhà ga thông thường, được thiết kế với nhiều đường hầm kết nối và sảnh chờ lớn hơn để làm giảm thời gian đi bộ và kiểm soát dòng di chuyển của hành khách.

## Cửa chắn sân ga
Ở một số nhà ga, đặc biệt là tại những tuyến tàu được vận hành tự động, toàn bộ sân ga được ngăn cách với đường ray bởi một rào chắn, thường làm bằng kính, với các cửa chắn sân ga (PED) tự động. Các cửa này chỉ mở khi có đoàn tàu dừng tại ga, làm giảm nguy cơ xảy ra tai nạn khi hành khách vô tình ngã (hoặc cố ý nhảy) xuống đường ray và có thể bị tàu cán qua hoặc bị điện giật.

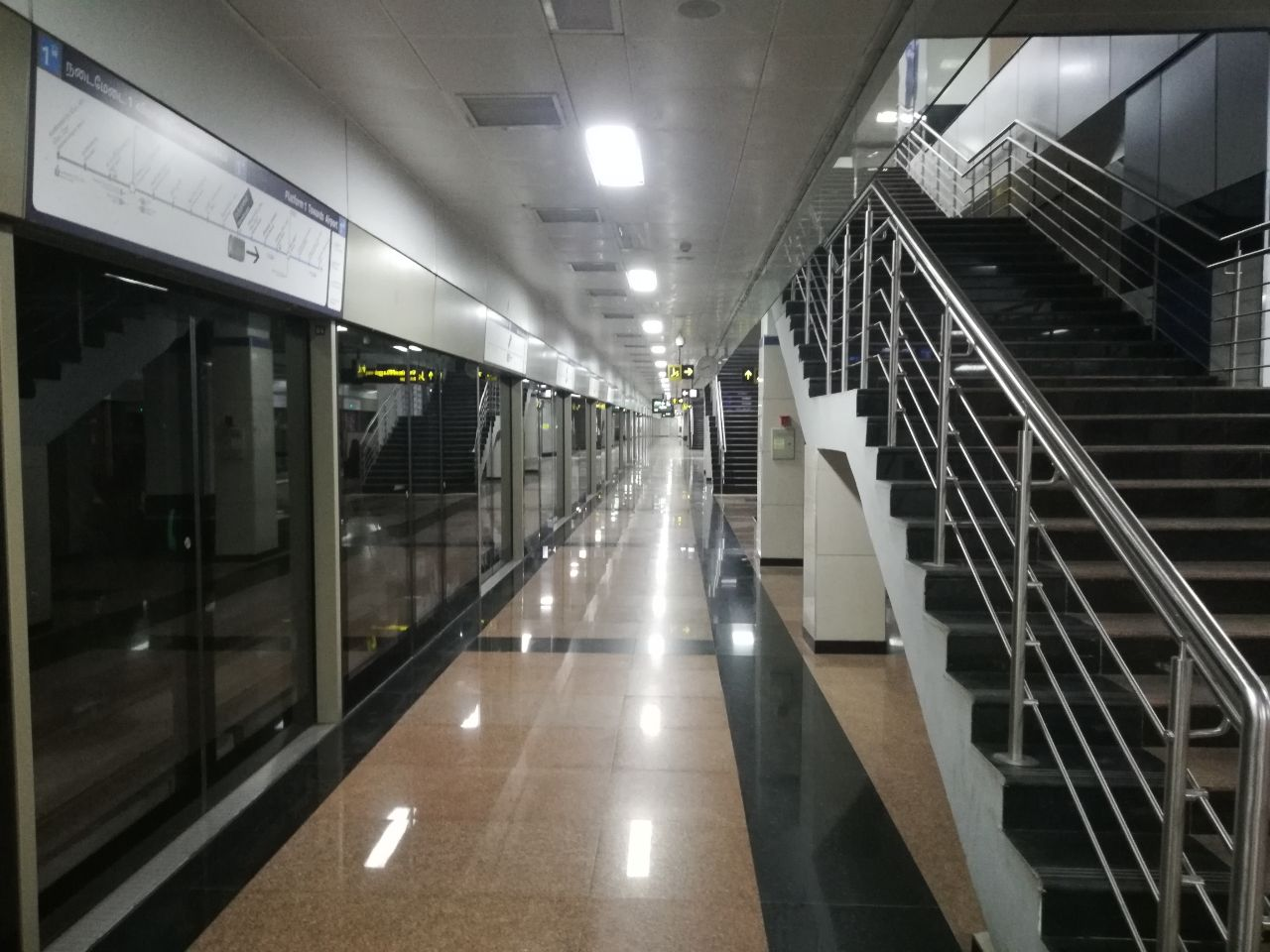
Cửa chắn sân ga kín được lắp đặt tại các nhà ga ngầm của Chennai Metro

Việc kiểm soát thông gió cho sân ga cũng được cải thiện, cho phép chỉ cần trang bị hệ thống làm mát hoặc sưởi ấm trong khu vực sân ga mà không cần áp dụng trong cả các đường hầm. Tuy nhiên, cửa chắn sân ga làm tăng chi phí và độ phức tạp cho hệ thống, đồng thời các đoàn tàu có thể phải vào ga với tốc độ chậm hơn để căn điểm dừng đúng vị trí của các cửa.

## Kỷ lục
- Nhà ga ngầm đầu tiên và lâu đời nhất còn hoạt động là ga Baker Street tại London, mở cửa năm 1863.[cần dẫn nguồn]
- Ga metro lớn nhất và có cấu trúc phức tạp nhất là ga Métro Paris-RER Châtelet-Les Halles tại Pháp, với 20 sân ga phục vụ 8 tuyến đường sắt (3 tuyến đường sắt ngoại ô RER và 5 tuyến Métro).[7]
- Ga metro nằm sâu nhất là ga Hồng Nham Thôn của Đường sắt đô thị Trùng Khánh tại Trung Quốc, trong đó đường ray cao nhất của ga thuộc Tuyến 9 nằm ở độ sâu 106 mét (347 feet 9 inch),[8] và điểm thấp nhất nằm ở độ sâu 116 mét (380 feet 7 inch) so với mặt đất.[9]
- Ga trên cao cao nhất là ga Hóa Long Kiều của Đường sắt đô thị Trùng Khánh với chiều cao 48 mét (157 ft) so với mặt đất.[10][11]
- Ga metro nằm xa nhất về phía bắc là ga Mellunmäki của Helsinki Metro tại Phần Lan, nằm tại vị trí 60°14′21″B 25°6′39″Đ / 60,23917°B 25,11083°Đ.[12]
- Ga metro nằm xa nhất về phía nam là ga Plaza de los Virreyes - Eva Perón của Tàu điện ngầm Buenos Aires tại Argentina, nằm tại vị trí 34°38′34,9″N 58°27′41,8″T / 34,63333°N 58,45°T.